# Vasile Chindriș (preot)
Vasile Chindriș (n. 1905, Ieud – d. 15 august 1972, Cluj) a fost un preot greco-catolic român, ctitorul bisericii greco-catolice din cartierul clujean Iris (neretrocedată), bătut în plină stradă în anul 1942 de autoritățile horthyste, unul din conducătorii rezistenței greco-catolice clujene din timpul perioadei comuniste. A legat o strânsă prietenie cu scriitorul și preotul ortodox Gala Galaction și cu poetul Tudor Arghezi. A fost fondatorul publicației Viața Creștină, periodicul Episcopiei de Cluj-Gherla.

## Momentul 12 august 1956
În vara anului 1956 guvernul comunist a cerut episcopilor greco-catolici rămași în viață și trecuți cu domiciliu obligatoriu la diverse mănăstiri ortodoxe din jurul Bucureștiului să certifice că mai există credincioși români uniți, sub pretext că astfel s-ar putea acorda libertate Bisericii Române Unite cu Roma.
Într-o discuție avută cu ministrul cultelor Petre Constantinescu-Iași, Vasile Chindriș, care lucra ca funcționar și activa în clandestinitate ca preot, și-a luat angajamentul să dovedească existența masivă a credincioșilor greco-catolici români. De aceea, reîntors la Cluj și ajutat de un mare număr de credincioși, a convocat o adunare pentru duminica din 12 august 1956, în Piața Universității din Cluj. Cu o zi înainte preoții romano-catolici de la Biserica Piariștilor promiseseră că vor permite ca slujba să se desfășoare în incinta lăcașului, însă sub presiunea autorităților comuniste și-au retras promisiunea în dimineața zilei de duminică. În aceste condiții, Vasile Chindriș, secondat de părintele Izidor Ghiurco ș.a., a cerut credincioșilor să slujească Sfânta Liturghie în Cimitirul Hajongard, însă mulțimea credincioșilor a cerut să se slujească pe scările Bisericii Piariștilor, ceea ce s-a și întâmplat. Înainte de începerea serviciului religios, Vasile Chindriș i-a întrebat pe cei adunați de ce religie sunt, întrebare la care a primit răspunsul „suntem români greco-catolici”. La ectenia „Pentru Preafericitul părintele nostru papa Pius al XII-lea, pentru Înalt Prea Sfințiții noștri arhierei Iuliu Hossu, Alexandru Rusu și Ioan Bălan”, lumea a izbucnit în lacrimi. În timpul predicii, Vasile Chindriș i-a încurajat pe cei prezenți să rămână statornici în credință și a criticat broșura „Lenin despre religie”, arătând că totuși până și Lenin cere respectarea convingerilor și apartenenței religioase. După terminarea liturghiei duminicale, la care au participat peste 3000 de credincioși, cei prezenți au semnat un memoriu adresat guvernului comunist, pentru acordarea libertății Bisericii Române Unite cu Roma și eliberarea clericilor arestați. Memoriul cu semnăturile a fost dus la București de către judecătorul Mihai Berindean, încadrat pe atunci ca simplu muncitor, dar nu a fost luat în considerare de Departamentul Cultelor. Spre seară, Securitatea l-a arestat pe Vasile Chindriș împreună cu toți preoții care au săvârșit liturghia, precum și pe laicii considerați organizatori ai "manifestației reacționare", între care s-a numărat Vasile Fărcaș, fost președinte al Tribunalului Cluj.
Tribunalul Militar l-a condamnat pe părintele Vasile Chindriș la șapte ani de închisoare grea, iar pe ceilalți preoți și credincioși, la mulți ani de temniță grea. Episcopul Alexandru Rusu, considerat ca inițiatorul acțiunii, a fost condamnat la muncă silnică pe viață.

## Sfârșitul vieții
Vasile Chindriș a fost eliberat din închisoare în anul 1964 și i s-a fixat domiciliu obligatoriu în București, unde și-a reluat activitatea pastorală săvârșind zilnic liturghia prin casele unor credincioși bucureșteni curajoși, inclusiv ortodocși, cununând și botezând în taină. Ulterior și-a continuat activitatea pastorală la Cluj. Pentru faptul că în anul 1967 a săvârșit slujba de Paști în locuința sa din str. Dr. Petru Groza 10 (în prezent Bulevardul Eroilor), împreună cu preotul Ieronim Șușman, cei doi au fost arestați și condamnați de Tribunalul Militar Cluj la trei ani de închisoare. După eliberarea din închisoare a mai trăit doi ani. A murit în ziua Adormirii Maicii Domnului, pe 15 august 1972. A fost înmormântat în Cimitirul Hajongard în prezența numeroșilor credincioși veniți să-l conducă pe ultimul drum.

## Scrieri
- Mănăstirea Nicula. Icoana făcătoare de minuni, în: Clujul Creștin, nr. 23-24, Anul I, sâmbătă 31 august 1935, pag. 2-4. Digitalizat de BCU Cluj. Accesat la 11 aprilie 2023.